# Jules Pieyre
Pour les articles homonymes, voir Pieyre.
Jules Pieyre est un homme politique français.
D'obédience socialiste, il est maire de Nîmes de 1908 à 1909, avant de voir son élection invalidée.

## Biographie
Jules Pieyre naît le 16 juillet 1860 à Nîmes. Il est enseignant au conservatoire de musique de la ville,.
Appartenant à la loge nîmoise L'Écho du Grand Orient, il fait ses débuts en politique comme conseiller municipal et adjoint au maire. Tête de liste socialiste aux élections municipales de 1908, il remporte le scrutin et est élu maire le 17 du mois. Son accession à la mairie met fin à la « longue parenthèse radicale », ouverte par Émile Reinaud en 1892. 
Il poursuit toutefois la politique sociale de ses prédécesseurs : entre octroi d'allocations familiales ou d'assistances aux familles nombreuses et aides aux vieillards infirmes et pauvre. Il engage aussi la construction de l'hôpital Ruffi.
Il se manifeste aussi par son anticléricalisme. Il fait voter l'occupation des locaux de l'ancien grand séminaire par un régiment. Il fait par ailleurs construire une nouvelle classe et une cantine scolaire, et n'hésite pas à verser des subventions aux municipalités voisines pour édifier des monuments aux dirigeants révolutionnaires (Robespierre, Danton) ou socialistes (Jaurès, Proudhon).
Mais son élection est rapidement contestée. Son mandat est invalidé en mars 1909 à cause de son enseignement au conservatoire, un poste de fonctionnaire municipal incompatible (en vertu d'une loi datant de 1884) avec la fonction de maire. Le préfet, pourtant, n'avait émis aucune objection à l'occasion de son élection, et le conservatoire était affilié au Conservatoire national de musique de Paris. L'affaire est portée devant le Conseil d'État qui, le 24 mars 1909, reconnaît sa qualité de fonctionnaire municipal,. Inéligible, il est révoqué, avant que nouvelles élections municipales n'amènent quelques semaines plus tard Marius Valette à la tête de la mairie.